# Mongiuffi Melia
Mongiuffi Melia – miejscowość i gmina we Włoszech, w regionie Sycylia, w prowincji Mesyna.
Według danych na rok 2004 gminę zamieszkiwało 755 osób, 31,5 os./km².